# Kleverige ogentroost
De kleverige ogentroost (Parentucellia viscosa) is een eenjarige pionierssoort uit de bremraapfamilie (Orobanchaceae). Deze halfparasiet heeft een 10 - 50 cm hoge stengel die is voorzien van klierharen en heeft lancetvormige, grof getande bladen. De bloemen zijn geel, soms wit. Kleverige ogentroost komt voor op drooggevallen zandplaten, opgespoten grond en vochtige gemaaide graslanden. De bloeitijd is van juni tot september. De plant is in Nederland tussen 1900 en 1924 ingeburgerd aan de kust, maar wordt anno 2023 ook vrij algemeen in het binnenland gevonden. In België staat ze op de Vlaamse rode lijst van planten als zeldzaam en in Wallonië is de soort afwezig.